# Kenéz Heka Etelka
Kenéz Heka Etelka (Hercegmárok, horvátul Gajić, Jugoszlávia, 1936. október 26. – 2024. május 5.), születési neve: Heka Etelka, magyar írónő, költőnő, énekesnő, Kenéz Ernő operaénekes özvegye.

## Élete
Édesapja Heka János, édesanyja Stok Etelka. Édesanyját nyolcéves korában vesztette el, édesapja ezután újranősült. Két idősebb testvére született, de a bátyja 11 éves korában meghalt a második világháborúban egy gránáttalálat következtében. Az elemi iskolát magyarul járta végig, viszont a gimnáziumot Monostorszegen már szerbhorvát nyelven végezte. 
A szabadkai tanárképző után magánúton énekelni tanult Markovics Margit operaénekesnőtől, az újvidéki rádiónál énekelt, és fellépett az újvidéki színházban is, majd pedig 1966-ban Bécsben, utána pedig az NSZK-ban és Dániában énekelt. 1974-ben járt először Magyarországon, és ekkor ismerkedett meg a férjével, Kenéz Ernő operaénekessel Budapesten, de Bécsbe költöztek, ahol összeházasodtak, majd pedig az osztrák fővárosban egy éttermet vezettek.
1998-ban tértek haza Magyarországra, azonban a férje röviddel ezután a szülővárosában, Hódmezővásárhelyen elhunyt. Három ország állampolgára lett: Horvátország, Magyarország, Ausztria, és bár már többnyire Hódmezővásárhelyen tartózkodik, Bécsben és Szegeden is tartott fenn lakást.
90 könyvet írt, verses, prózai és szakácskönyveket. Rendszeresen adakozik, jótékonykodik és mecénásként tevékenykedik, melyet több díjjal is elismertek.
A Kenéz Ernő és Kenéz Heka Etelka Zenei Alapítványt 2007-ben hozta létre elhunyt férje, Kenéz Ernő operaénekes emlékére, és minden évben a legtehetségesebb énekeseknek adják át az alapítvány által létrehozott Gyűrű-díjat Hódmezővásárhelyen.

## Fontosabb díjai, elismerései
- Hódmezővásárhely Signum Urbis Honorantis díj, 2003
- Hódmezővásárhely Pro Urbe-díj, 2015

## Alapítványa
- Kenéz Ernő és Kenéz Heka Etelka Zenei Alapítvány (2007)

## Általa létrehozott díj
- Gyűrű-díj (2007)

## Válogatott művei

### Verses és prózai könyvei
- Séta a múltban, Bába Kiadó, Szeged, 2003
- Régi idők dalai versben. Népdalok, csárdások és saját vegyes szerzemények, Hódmezővásárhely, 2005
- Fénysorompó. Kenéz Heka Etelka válogatott költeményei; szerzői, Hódmezővásárhely, 2005
- ̈Kenéz Heka Etelka sumér mitológiai költeményei, Hódmezővásárhely, 2005
- ̈Heka Eta nosztalgiás dalai, Hódmezővásárhely, 2005
- ̈Viharok foglyaː Kenéz Heka Etelka válogatott költeményei, Hódmezővásárhely, 2005
- ̈Kenéz Heka Etelka japán haiku stílusban írt költeményei, Hódmezővásárhely, 2005
- Ezotérikus ösvényes utak. Kenéz Heka Etelka válogatott költeményei; szerzői, Hódmezővásárhely, 2005
- Ezotérikus és álom versek. Kenéz Heka Etelka válogatott költeményei; szerzői, Hódmezővásárhely, 2005
- Énemmel beszélgetek. Kenéz Heka Etelka válogatott költeményei; szerzői, Hódmezővásárhely, 2005
- Érzelmi ábrándok. Kenéz Heka Etelka válogatott költeményei; szerzői, Hódmezővásárhely, 2005
- Bolyongások a felhőkben. Kenéz Heka Etelka válogatott költeményei; szerzői, Hódmezővásárhely, 2005
- A tűz költeménye. Kenéz Heka Etelka válogatott költeményei; szerzői, Hódmezővásárhely, 2005
- A lélek mágiája. Kenéz Heka Etelka válogatott költeményei; szerzői, Hódmezővásárhely, 2005
- Naplemente. Kenéz Heka Etelka válogatott költeményei; szerzői, Hódmezővásárhely, 2005
- A Hold vonzalma. Kenéz Heka Etelka válogatott költeményei; szerzői, Hódmezővásárhely, 2005
- Szellő, mely simogat. Kenéz Heka Etelka válogatott költeményei; szerzői, Hódmezővásárhely, 2005
- Ezotérikus misztérium. Kenéz Heka Etelka válogatott költeményei; szerzői, Hódmezővásárhely, 2005
- Csillagok vonzalma. Kenéz Heka Etelka válogatott költeményei; szerzői, Hódmezővásárhely, 2005
- Gondolat szárnyán. Kenéz Heka Etelka válogatott költeményei; szerzői, Hódmezővásárhely, 2005
- Mágikus erő. Kenéz Heka Etelka válogatott költeményei; szerzői, Hódmezővásárhely, 2005
- Slágerek; szerzői, Hódmezővásárhely, 2005
- A kozmosz titkai, hermetikus filozófia és vegyes költemények, Hódmezővásárhely, 2005
- A lélek rejtelmei, Hódmezővásárhely, 2006
- Kenéz Heka Etelka novellái, Hódmezővásárhely, 2006
- Arany a tűzben. Kenéz Heka Etelka ábrándos szerelmes versei; szerzői, Hódmezővásárhely, 2006
- A lélek hullámán. Kenéz Heka Etelka válogatott versei; szerzői, Hódmezővásárhely, 2006
- Szerelem szemével. Kenéz Heka Etelka ábrándos szerelmes versei; szerzői, Hódmezővásárhely, 2006
- Üzenet a szellemvilágból, Hódmezővásárhely, 2006
- Az élet bölcselete. Kenéz Heka Etelka versei; szerzői, Hódmezővásárhely, 2006
- Amor sanctus. Szonettek; szerzői, Hódmezővásárhely, 2007
- Lelkem látomásai; szerzői, Hódmezővásárhely, 2007
- Laura különös históriája, Hódmezővásárhely, 2007
- Trubadúr spirituálék, Hódmezővásárhely, 2007
- Őszi szerelem. Lírikus költemények, Hódmezővásárhely, 2007
- Kiszínezett gondolatok, Hódmezővásárhely, 2007
- Meseország: mese világ, világ mesék és versek, Hódmezővásárhely, 2007
- A fény tánca; szerzői, Hódmezővásárhely, 2007
- Édes hazám: hazafias költemények, Hódmezővásárhely, 2007
- Sóhajok az egyiptomi sivatagban: Nofretete és Ehnaton élete költeményekben, Hódmezővásárhely, 2007
- Esszék, aforizmák, különös novellák; szerzői, Hódmezővásárhely, 2007
- A szív hatalma. Lírikus költemények; szerzői, Hódmezővásárhely, 2007
- Égi fény. Karácsonyi költemények; szerzői, Hódmezővásárhely, 2007
- Istar, a szerelem úrnője: válogatott költemények 50 kötetből, Antológia Kiadó, Lakitelek, 2008
- Kína varázsa: kínai versek, írások, Hódmezővásárhely, 2008
- Versben rejlő békességem, Hódmezővásárhely, 2008
- A természet titkai; szerzői, Hódmezővásárhely, 2008
- Írisz léptei; szerzői, Hódmezővásárhely, 2008
- Tudatom álma; szerzői, Hódmezővásárhely, 2008
- Gyöngyszínű öröm; szerzői, Hódmezővásárhely, 2008
- Vásárhelyi regős tanyák, Hódmezővásárhely, 2009
- Varázslatos Adria, Hódmezővásárhely, 2009
- A teremtés költészete szanszkrit stílusban, Hódmezővásárhely, 2009
- Csillagkapuk: misztikus versek, Hódmezővásárhely, 2009
- Varázslatos Adria, Hódmezővásárhely, 2009
- Tavaszi zsongás; szerzői, Hódmezővásárhely, 2009
- Istennel levelezem. Szakrális ódák, költemények, Hódmezővásárhely, 2010
- Nimród ősatyánk és a magyar mitológia, Hódmezővásárhely, 2010
- Kenéz Heka Etelka Árny és fény között a lét című költeményei; szerzői, Hódmezővásárhely, 2010
- Kelet fia erénye. Égi ódák, bölcseletek, Hódmezővásárhely, 2012
- Erény, erkölcs, becsület; szerzői, Hódmezővásárhely, 2012
- Ének az éghez; szerzői, Hódmezővásárhely, 2012
- Magyarul beszélő igék – az igékhez írt versek, Hódmezővásárhely, 2013
- A test szeretet adása. Az erő hódítója, színek jellemzése, asztrológiai jövendölés, ezofilozofikus költemények, Hódmezővásárhely, 2013
- Bölcs gondolatvillanások; szerzői, Hódmezővásárhely, 2014
- A szellem bűvöletében, Hódmezővásárhely, 2015
- Titkokban rejlő tudás; szerzői, Hódmezővásárhely, 2015
- 1050 karácsonyi haiku ének, Hódmezővásárhely, 2015
- Egyetemes tudat tüze a haza; szerzői, Hódmezővásárhely, 2016

### Szakácskönyvei
- Kenéz Heka Etelka saját ételreceptjei, Hódmezővásárhely, 2003
- Kenéz Heka Etelka II. saját ételrecept könyve, Hódmezővásárhely, 2003
- Kenéz Heka Etelka III. rendhagyó saját ételrecept könyve, Hódmezővásárhely, 2009